# Zvon Marie
Zaniklý zvon Marie z r. 1890 z katedrály svatého Víta, Václava a Vojtěcha na Pražském hradě byl vyroben v dílně Diepoldů. Zvon vznikl přelitím staršího zvonu z r. 1542 od Ondřeje Pražského. Zvon byl zrekvírován za první světové války.

## Rozměry
- Dolní průměr: 40 cm.
- Po r. 1890 dolní průměr 58 cm, výška 47 cm.

## Popiszvonu
Nápis: CAMPANA HAEC S. MARIA DICTA FVSA EST A IOS. DIEPOLDO PRAGAE 1890.